# Retoryka muzyczna
Retoryka muzyczna – umiejętność przekazywania treści symbolicznych bądź opisowych za pomocą muzyki. W praktyce jest zjawiskiem abstrakcyjnym, jest wypadkową umiejętności kompozytora oraz wykonawcy. Opanowanie tej sztuki jest odbierane subiektywnie przez każdego słuchacza. O początkach retoryki muzycznej możemy mówić w okresie przejściowym między średniowieczem a renesansem.